# Marc Pérez
Marc Pérez (Castellnou, Alt Palància, ca. 1600 - València, 1662) fou un compositor valencià de les primeries del Barroc.
El 1618 fou admès com a cantor de la catedral de Sogorb, el 1624 fou nomenat contralt de capella, el 1625 fou dotat amb una capellania perquè es pogués ordenar de prevere, i finalment, havent mort el 1626 mossèn Juan Bautista Ponz de Fitera, prèvies oposicions en què actuà de censor l'organista del Col·legi del Corpus Christi de València, mossèn Antonio Beltran, assolí el magisteri de capella, que li fou conferit el 22 de juliol de 1626. El Capítol li encarregà l'ensenyança del cant, tant d'orgue com el pla, i el 2 de març de 1628, apreciant els dots personals de Pérez, la seva assiduïtat en l'ensenyança i el copiós fruit de les seves composicions, elevà el seu salari de 50 a 65 lliures. De Sogorb passà a València, i en restar vacant la plaça de capellà primer contralt del Col·legi del Patriarca la guanyà i li fou adjudicada el 1630. En aquell temps dirigia la capella d'aquest Col·legi l'insigne mestre Comes, el qual, requerit pel Capítol metropolità, passà el 1632 a regir el magisteri de la catedral. Vacant, en conseqüència, la plaça de mestre de capella del Col·legi del Corpus Christi, per a succeir a Comes en aquest càrrec fou nomenat Pérez, que al principi el desenvolupà interinament i rebent un augment de 20 lliures «per portar el compàs i ensenyar els infantons», i després amb nomenament propi des del 1635, fins a la seva mort. L'hi succeí José Hinojosa.
Se'n conserven quatre obres: un motet a la Mare de Déu, una Salve Regina, un Magnificat i un Dixit Dominus.